# Uloborus guangxiensis
Espèce
Synonymes
- Octonoba sanyanensis Barrion, Barrion-Dupo & Heong, 2013

Uloborus guangxiensis est une espèce d'araignées aranéomorphes de la famille des Uloboridae.

## Distribution
Cette espèce est endémique de Chine. Elle se rencontre à Hainan, au Guangdong, au Guangxi, au Yunnan et au Sichuan.

## Description
Les mâles mesurent de 2,6 à 3,5 mm et les femelles de 3,2 à 4,8 mm.

## Systématique et taxinomie
Cette espèce a été décrite par Zhu, Sha et Chen en 1989.
Octonoba sanyanensis a été placée en synonymie par Lin, Wu, Cai, Li, Barrion et Heong en 2023.

## Étymologie
Son nom d'espèce, composé de guangxi et du suffixe latin -ensis, « qui vit dans, qui habite », lui a été donné en référence au lieu de sa découverte, le Guangxi.

## Publication originale
- Zhu, Sha & Chen, 1989 : « Two new species of the genera Octonoba and Uloborus from south China (Araneae: Uloboridae). » Journal of Hubei University, Natural Science Edition, vol. 11, p. 48-54.